# Campeonato Sanmarinense 1993-94
El Campeonato sanmarinense 1993-94 fue la novena edición del  Campeonato sanmarinense de fútbol. Tre Fiori  conquistó su tercer título al vencer por 2-0 al La Fiorita en la final

## Equipos participantes
| Club             | Ciudad         |
| ---------------- | -------------- |
| Cailungo         | Borgo Maggiore |
| Cosmos           | Serravalle     |
| Domagnano        | Domagnano      |
| Faetano          | Faetano        |
| Folgore/Falciano | Serravalle     |
| Juvenes          | Serravalle     |
| Libertas         | Borgo Maggiore |
| Montevito        | Fiorentino     |
| Murata           | San Marino     |
| Tre Fiori        | Fiorentino     |

#### Ascensos y descensos
| Pos. | Descendidos del Campeonato 1992-93 |
| ---- | ---------------------------------- |
| 9.º  | Tre Penne                          |
| 10.º | Virtus                             |

| Pos. | Ascendidos de Serie A2 1992-93 |
| ---- | ------------------------------ |
| 1.º  | Folgore/Falciano               |
| 2.º  | Cosmos                         |

## Tabla de posiciones
|  |     | Equipo           | PTS | PJ | PG | PE | PP | GF | GC | DG  |
|  | --- | ---------------- | --- | -- | -- | -- | -- | -- | -- | --- |
|  | 1.  | Tre Fiori        | 27  | 18 | 11 | 5  | 2  | 44 | 17 | 27  |
|  | 2.  | Faetano          | 24  | 18 | 9  | 6  | 3  | 19 | 15 | 4   |
|  | 3.  | Domagnano        | 22  | 18 | 8  | 6  | 4  | 25 | 12 | 13  |
|  | 4.  | Murata           | 20  | 18 | 7  | 6  | 5  | 23 | 23 | 0   |
|  | 5.  | Juvenes          | 18  | 18 | 7  | 4  | 7  | 21 | 17 | 4   |
|  | 6.  | Libertas         | 16  | 18 | 5  | 6  | 7  | 25 | 26 | -1  |
|  | 7.  | Cosmos           | 16  | 18 | 6  | 4  | 8  | 26 | 42 | -16 |
|  | 8.  | Cailungo         | 14  | 18 | 4  | 6  | 8  | 20 | 30 | -10 |
|  | 9.  | Folgore/Falciano | 12  | 18 | 3  | 6  | 9  | 13 | 23 | -10 |
|  | 10. | Montevito        | 11  | 18 | 1  | 9  | 8  | 16 | 27 | -11 |

|  | Clasificación a Play-Offs     |
|  | Descienden a Serie A2 1994-95 |

## Play-offs

#### Primera ronda
|}

#### Segunda ronda
| Equipo 1   | Resultado    | Equipo 2 |
| ---------- | ------------ | -------- |
| La Fiorita | 3–3 (5:4 p.) | Faetano  |
| Domagnano  | 3–1          | Murata   |

|}

#### Tercera ronda
| Equipo 1   | Resultado | Equipo 2  |
| ---------- | --------- | --------- |
| Faetano    | 3–1       | Murata    |
| La Fiorita | 1–2       | Domagnano |

|}

#### Semifinal
| Equipo 1   | Resultado    | Equipo 2  |
| ---------- | ------------ | --------- |
| La Fiorita | 2–1          | Faetano   |
| Tre Fiori  | 1–1 (5:3 p.) | Domagnano |

|}

#### Final
| Equipo 1   | Resultado    | Equipo 2  |
| ---------- | ------------ | --------- |
| La Fiorita | 0–0 (4:2 p.) | Domagnano |

|}

| Equipo 1  | Resultado | Equipo 2   |
| --------- | --------- | ---------- |
| Tre Fiori | 2–0       | La Fiorita |

| Campeón             |
|                     |
| Tre Fiori 3° título |